# Benjamin de Sousa Vieira
Benjamin de Sousa Vieira (Penha, Santa Catarina, 8 de fevereiro de 1862 — Camboriú, 25 de junho de 1920) foi um político brasileiro.
Filho de Manuel Caetano Vieira e de Bernardina Machado Vieira, irmã de Fernando Machado de Sousa (tombado na Guerra do Paraguai).
Foi deputado à Assembleia Legislativa de Santa Catarina na 8.ª legislatura (1913 — 1915).